# Giải Sao Thổ lần thứ 44
Giải Sao Thổ lần thứ 44, tổ chức bởi Viện Hàn lâm phim Khoa học viễn tưởng, Tưởng tượng và Kinh dị Hoa Kỳ nhằm vinh danh những tác phẩm điện ảnh, truyền hình, phát hành tại gia và chiếu rạp thuộc thể loại khoa học viễn tưởng, kỳ ảo, kinh dị và các thể loại khác thuộc dòng phim giả tưởng từ tháng 2 năm 2017 tới tháng 2 năm 2018, với đêm trao giải được diễn ra vào ngày 27 tháng 6 năm 2018 tại Burbank, California.
Các đề cử của giải được công bố vào ngày 15 tháng 3 năm 2018. Ở các hạng mục điện ảnh, Black Panther: Chiến binh Báo Đen dẫn đầu số lượng đề cử với tổng cộng mười bốn, trở thành phim điện ảnh có lượng đề cử cao thứ ba lịch sử giải thưởng, xếp sau Chiến tranh giữa các vì sao với mười bảy đề cử và Star Wars: Thần lực thức tỉnh với mười lăm đề cử; Star Wars: Jedi cuối cùng theo sau với tổng cộng mười ba đề cử, còn Tội phạm nhân bản 2049 và Người đẹp và thủy quái chia đều mỗi phim chín đề cử. Ở các hạng mục truyền hình, The Walking Dead tiếp tục dẫn đầu về số lượng đề cử lần thứ tư liên tiếp, với tổng cộng bảy đề cử; theo sát là bộ phim truyền hình mới ra mắt Star Trek: Discovery với năm. Có bảy cá nhân nhận được hai đề cử, trong đó có hai đề cử Kịch bản xuất sắc nhất cho Michael Green và hai đề cử ở cả hai hạng mục điện ảnh lẫn truyền hình cho nữ diễn viên Danai Gurira.
Ở các hạng mục điện ảnh, Black Panther: Chiến binh Báo Đen là bộ phim có nhiều chiến thắng nhất với năm giải ở năm hạng mục, trong đó có Phim chuyển thể từ truyện tranh hay nhất và Đạo diễn xuất sắc nhất, theo sau là Star Wars: Jedi cuối cùng với ba giải thưởng và Coco với hai. Ở các hạng mục truyền hình, Better Call Saul và Twin Peaks: The Return có được nhiều chiến thắng nhất với mỗi phim truyền hình được ba giải, theo sau bởi Star Trek: Discovery và The Walking Dead với mỗi phim hai giải. Một vài giải thưởng đáng chú ý khác cho cá nhân bao gồm giải Nam diễn viên chính xuất sắc nhất thứ ba trong sự nghiệp của Mark Hamill cho Star Wars: Jedi cuối cùng, giúp ông trở thành diễn viên đầu tiên có được ba Giải Sao Thổ cho cùng một vai diễn trong phim, và giải Diễn viên trẻ xuất sắc nhất thứ hai của Tom Holland cho Người Nhện: Trở về nhà, khiến anh trở thành diễn viên đầu tiên chiến thắng cùng một giải thưởng cho cùng một vai diễn trong hai năm liền tiếp nhau.

## Giải thưởng và đề cử

### Điện ảnh
| Phim chuyển thể từ truyện tranh hay nhất | Phim khoa học viễn tưởng hay nhất |
| --- | --- |
| - Black Panther: Chiến binh Báo Đen - Vệ binh dải Ngân Hà 2 - Logan: Người sói - Người Nhện: Trở về nhà - Thor: Tận thế Ragnarok - Wonder Woman: Nữ thần chiến binh | - Tội phạm nhân bản 2049 - Quái vật không gian - Mầm sống hiểm họa - Star Wars: Jedi cuối cùng - Valerian và thành phố ngàn hành tinh - Đại chiến hành tinh khỉ |
| Phim kỳ ảo hay nhất | Phim kinh dị hay nhất |
| - Người đẹp và thủy quái - Người đẹp và quái vật - Downsizing - Jumanji: Trò chơi kỳ ảo - Kong: Đảo Đầu lâu - Paddington 2 | - Trốn thoát - Hung thần đại dương - Annabelle: Tạo vật quỷ dữ - Better Watch Out - IT: Chú hề ma quái - Mother! |
| Phim hành động hoặc phiêu lưu hay nhất | Phim hồi hộp hay nhất |
| - Bậc thầy của những ước mơ - Quái xế Baby - Cuộc di tản Dunkirk - Fast & Furious 8 - Hostiles - Kingsman: Tổ chức Hoàng Kim | - Three Billboards: Truy tìm công lý - Brawl in Cell Block 99 - Án mạng trên chuyến tàu tốc hành Phương Đông - The Post - Bí ấn vùng ngoại ô - Vùng đất tử thần |
| Đạo diễn xuất sắc nhất | Kịch bản xuất sắc nhất |
| - Ryan Coogler – Black Panther: Chiến binh Báo Đen - Guillermo del Toro – Người đẹp và thủy quái - Patty Jenkins – Wonder Woman: Nữ thần chiến binh - Rian Johnson – Star Wars: Jedi cuối cùng - Jordan Peele – Trốn thoát - Matt Reeves – Đại chiến hành tinh khỉ - Denis Villeneuve – Tội phạm nhân bản 2049 | - Star Wars: Jedi cuối cùng – Rian Johnson - Black Panther: Chiến binh Báo Đen – Ryan Coogler và Joe Robert Cole - Tội phạm nhân bản 2049 – Hampton Fancher và Michael Green - Trốn thoát – Jordan Peele - Logan: Người sói – Scott Frank, James Mangold và Michael Green - Người đẹp và thủy quái – Guillermo del Toro và Vanessa Taylor - Wonder Woman: Nữ thần chiến binh – Allan Heinberg, Zack Snyder, Jason Fuchs              |
| Nam diễn viên chính xuất sắc nhất | Nữ diễn viên chính xuất sắc nhất |
| - Mark Hamill – Star Wars: Jedi cuối cùng vai Luke Skywalker - Chadwick Boseman – Black Panther: Chiến binh Báo Đen vai T'Challa / Black Panther - Ryan Gosling – Tội phạm nhân bản 2049 vai K - Hugh Jackman – Logan: Người sói vai James Howlett / Logan và Vũ khí X-24 - Daniel Kaluuya – Trốn thoát vai Chris Washington - Andy Serkis – Đại chiến hành tinh khỉ vai Caesar - Vince Vaughn – Brawl in Cell Block 99 vai Bradley Thomas                                                                                             | - Gal Gadot – Wonder Woman: Nữ thần chiến binh vai Diana Prince / Wonder Woman - Sally Hawkins – Người đẹp và thủy quái vai Elisa Esposito - Frances McDormand – Three Billboards: Truy tìm công lý vai Mildred Hayes - Lupita Nyong'o – Black Panther: Chiến binh Báo Đen vai Nakia - Rosamund Pike – Hostiles vai Rosalie Quaid - Daisy Ridley – Star Wars: Jedi cuối cùng vai Rey - Emma Watson – Người đẹp và quái vật vai Belle |
| Nam diễn viên phụ xuất sắc nhất | Nữ diễn viên phụ xuất sắc nhất |
| - Patrick Stewart – Logan: Người sói vai Charles Xavier / Giáo sư X - Harrison Ford – Tội phạm nhân bản 2049 vai Rick Deckard - Michael B. Jordan – Black Panther: Chiến binh Báo Đen vai N'Jadaka / Erik "Killmonger" Stevens - Michael Keaton – Người Nhện: Trở về nhà vai Adrian Toomes / Vulture - Chris Pine – Wonder Woman: Nữ thần chiến binh vai Steve Trevor - Michael Rooker – Vệ binh dải Ngân Hà 2 vai Yondu - Bill Skarsgard – IT: Chú hề ma quái vai It / Chú hề Pennywise                                               | - Danai Gurira – Black Panther: Chiến binh Báo Đen vai Okoye - Ana de Armas – Tội phạm nhân bản 2049 vai Joi - Carrie Fisher – Star Wars: Jedi cuối cùng vai Tướng Leia Organa (sau khi mất) - Lois Smith – Marjorie Prime vai Marjorie - Octavia Spencer – Người đẹp và thủy quái vai Zelda Delilah Fuller - Tessa Thompson – Thor: Tận thế Ragnarok vai Valkyrie - Kelly Marie Tran – Star Wars: Jedi cuối cùng vai Rose Tico      |
| Diễn viên trẻ xuất sắc nhất | Thiết kế sản xuất xuất sắc nhất |
| - Tom Holland – Người Nhện: Trở về nhà vai Peter Parker / Spider-Man - Dafne Keen – Logan: Người sói vai Laura Kinney / X-23 - Sophia Lillis – IT: Chú hề ma quái vai Beverly Marsh - Millicent Simmonds – Wonderstruck vai Rose - Jacob Tremblay – Điều kỳ diệu vai August "Auggie" Pullman - Letitia Wright – Black Panther: Chiến binh Báo Đen vai Shuri - Zendaya – Người Nhện: Trở về nhà vai Michelle "MJ" Jones | - Black Panther: Chiến binh Báo Đen – Hannah Beachler - Người đẹp và quái vật – Sarah Greenwood - Tội phạm nhân bản 2049 – Dennis Gassner - Người đẹp và thủy quái – Paul Denham Austerberry - Star Wars: Jedi cuối cùng – Rick Heinrichs - Valerian và thành phố ngàn hành tinh – Hugues Tissandier |
| Dựng phim xuất sắc nhất | Nhạc phim hay nhất |
| - Star Wars: Jedi cuối cùng – Bob Ducsay - Black Panther: Chiến binh Báo Đen – Michael P. Shawver và Claudia Castello - Fast & Furious 8 – Christian Wagner và Paul Rubell - Trốn thoát – Gregory Plotkin - Logan: Người sói – Michael McCusker và Dirk Westervelt - Người đẹp và thủy quái – Sidney Wolinsky | - Coco – Michael Giacchino - Black Panther: Chiến binh Báo Đen – Ludwig Göransson - Bậc thầy của những ước mơ – John Debney và Joseph Trapanese - Người đẹp và thủy quái – Alexandre Desplat - Star Wars: Jedi cuối cùng – John Williams - Wonderstruck – Carter Burwell |
| Thiết kế phục trang xuất sắc nhất | Hóa trang xuất sắc nhất |
| - Người đẹp và quái vật – Jacqueline Durran - Black Panther: Chiến binh Báo Đen – Ruth E. Carter - Bậc thầy của những ước mơ – Ellen Mirojnick - Star Wars: Jedi cuối cùng – Michael Kaplan - Valerian và thành phố ngàn hành tinh – Olivier Bériot - Wonder Woman: Nữ thần chiến binh – Lindy Hemming | - Black Panther: Chiến binh Báo Đen – Joel Harlow và Ken Diaz - Tội phạm nhân bản 2049 – Donald Mowat - Vệ binh dải Ngân Hà 2 – John Blake và Brian Sipe - IT: Chú hề ma quái – Alec Gillis, Sean Sansom, Tom Woodruff, Jr. và Shane Zander - Người đẹp và thủy quái – Mike Hill and Shane Mahan - Star Wars: Jedi cuối cùng – Peter Swords King và Neal Scanlan - Điều kỳ diệu – Arjen Tuiten                                       |
| Hiệu ứng hình ảnh xuất sắc nhất | Phim độc lập xuất sắc nhất |
| - Vệ binh dải Ngân Hà 2 – Christopher Townsend, Guy Williams, Jonathan Fawkner và Dan Sudick - Black Panther: Chiến binh Báo Đen – Geoffrey Baumann, Craig Hammack và Dan Sudick - Tội phạm nhân bản 2049 – John Nelson, Paul Lambert, Richard R. Hoover và Gerd Nefzer - Kong: Đảo Đầu lâu – Stephen Rosenbaum, Jeff White, Scott Benza và Mike Meinardus - Star Wars: Jedi cuối cùng – Ben Morris, Mike Mulholland, Chris Corbould và Neal Scanlan - Đại chiến hành tinh khỉ – Joe Letteri, Dan Lemmon, Daniel Barrett và Joel Whist | - Điều kỳ diệu - I, Tonya - LBJ - Lucky - Professor Marston and the Wonder Women - Super Dark Times - Wonderstruck |
| Phim quốc tế hay nhất | Phim hoạt hình hay nhất |
| - Baahubali 2: The Conclusion - Brimstone - Luật quỷ - The Man Who Invented Christmas - The Square - Wolf Warrior 2 | - Coco - Nhóc trùm - Vương quốc xe hơi 3 - Kẻ trộm mặt trăng 3 - Your Name – Tên cậu là gì? |

### Truyền hình
| Phim truyền hình chuyển thể từ siêu anh hùng xuất sắc nhất | Phim truyền hình khoa học viễn tưởng xuất sắc nhất |
| --- | --- |
| - The Flash - Agents of S.H.I.E.L.D. - Arrow - Black Lightning - Gotham - Legends of Tomorrow - Supergirl | - The Orville - The 100 - Colony - Doctor Who - The Expanse - Salvation - The X-Files |
| Phim truyền hình kỳ ảo xuất sắc nhất | Phim truyền hình kinh dị xuất sắc nhất |
| - Outlander - American Gods - Game of Thrones - The Good Place - Knightfall - The Librarians - The Magicians | - The Walking Dead - American Horror Story: Cult - Ash vs. Evil Dead - Fear the Walking Dead - Preacher - The Strain - Teen Wolf |
| Phim truyền hình hành động-hồi hộp xuất sắc nhất | Trình bày truyền hình xuất sắc nhất |
| - Better Call Saul - The Alienist - Animal Kingdom - Fargo - Into the Badlands - Mr. Mercedes - Riverdale | - Twin Peaks: The Return - Channel Zero - Descendants 2 - Doctor Who: "Twice Upon a Time" - Mystery Science Theater 3000: The Return - Okja - The Sinner |
| Nam diễn viên chính xuất sắc nhất trên truyền hình | Nữ diễn viên chính xuất sắc nhất trên truyền hình |
| - Kyle MacLachlan – Twin Peaks: The Return vai Dale Cooper - Jon Bernthal – The Punisher vai Frank Castle / Punisher - Bruce Campbell – Ash vs. Evil Dead vai Ash Williams - Sam Heughan – Outlander vai Jamie Fraser - Jason Isaacs – Star Trek: Discovery vai Thuyền trưởng Gabriel Lorca - Andrew Lincoln – The Walking Dead vai Rick Grimes - Seth MacFarlane – The Orville vai Ed Mercer - Ricky Whittle – American Gods vai Shadow Moon | - Sonequa Martin-Green – Star Trek: Discovery vai Michael Burnham - Gillian Anderson – The X-Files vai Đặc vụ FBI Dana Scully - Caitriona Balfe – Outlander vai Claire Fraser - Melissa Benoist – Supergirl vai Kara Danvers / Supergirl - Lena Headey – Game of Thrones vai Cersei Lannister - Adrianne Palicki – The Orville vai Chỉ huy Kelly Grayson - Sarah Paulson – American Horror Story: Cult vai Ally Mayfair-Richards & Susan Atkins - Mary Elizabeth Winstead – Fargo vai Nikki Swango       |
| Nam diễn viên phụ xuất sắc nhất trên truyền hình | Nữ diễn viên phụ xuất sắc nhất trên truyền hình |
| - Michael McKean – Better Call Saul vai Chuck McGill - Nikolaj Coster-Waldau – Game of Thrones vai Jaime Lannister - Miguel Ferrer – Twin Peaks: The Return vai Albert Rosenfield (sau khi mất) - Kit Harington – Game of Thrones vai Jon Snow - Doug Jones – Star Trek: Discovery vai Chỉ huy Saru - Christian Kane – The Librarians vai Jacob Stone - Khary Payton – The Walking Dead vai Vua Ezekiel - Evan Peters – American Horror Story: Cult vai Kai Anderson, Andy Warhol, Marshall Applewhite, David Koresh, Jim Jones, Jesus & Charles Manson | - Rhea Seehorn – Better Call Saul vai Kimberly "Kim" Wexler - Odette Annable – Supergirl vai Samantha Arias / Reign - Dakota Fanning – The Alienist vai Sara Howard - Danai Gurira – The Walking Dead vai Michonne - Melissa McBride – The Walking Dead vai Carol Peletier - Candice Patton – The Flash vai Iris West - Adina Porter – American Horror Story: Cult vai Beverly Hope - Krysten Ritter – The Defenders vai Jessica Jones                                                                   |
| Diễn viên trẻ xuất sắc nhất trên truyền hình | Vai diễn khách mời xuất sắc nhất trên truyền hình |
| - Chandler Riggs – The Walking Dead vai Carl Grimes - KJ Apa – Riverdale vai Archie Andrews - Millie Bobby Brown – Stranger Things vai Eleven - Max Charles – The Strain vai Zach Goodweather - Alycia Debnam-Carey – Fear the Walking Dead vai Alicia Clark - David Mazouz – Gotham vai Bruce Wayne - Lili Reinhart – Riverdale vai Betty Cooper - Cole Sprouse – Riverdale vai Jughead Jones | - David Lynch – Twin Peaks: The Return vai Phó Giám đốc FBI Gordon Cole - Bryan Cranston – Philip K. Dick's Electric Dreams vai Silas Herrick - Michael Greyeyes – Fear the Walking Dead vai Qaletqa Walker - Jeffrey Dean Morgan – The Walking Dead vai Negan - Rachel Nichols – The Librarians vai Nicole Noone - Jesse Plemons – Black Mirror vai Robert Daly - Hartley Sawyer – The Flash vai Ralph Dibny / Elongated Man - Michelle Yeoh – Star Trek: Discovery vai Thuyền trưởng Philippa Georgiou |
| Phim truyện hoặc phim truyền hình hoạt hình xuất sắc nhất | Phim truyền hình trên phương tiện truyền thông mới xuất sắc nhất |
| - Star Wars Rebels - Archer - BoJack Horseman - Cloudy with a Chance of Meatballs - Family Guy - Rick and Morty - The Simpsons | - Star Trek: Discovery - Altered Carbon - Black Mirror - The Handmaid's Tale - Mindhunter - Philip K. Dick’s Electric Dreams - Stranger Things |
| Best New Media Superhero Series | |
| - The Punisher - The Defenders - Future Man - Iron Fist - Runaways - The Tick | |

### Phương tiện tại gia
| Phát hành DVD hoặc Blu-ray xuất sắc nhất | Phát hành DVD phim kinh điển xuất sắc nhất |
| --- | --- |
| - Dave Made a Maze - 2:22 – Thời khắc định mệnh - Cô gái và gã khổng lồ - Cult of Chucky - Lời thì thầm của quỷ - The Man from Earth: Holocene | - Lifeboat - Caltiki – The Immortal Monster - Deluge - The Mephisto Waltz - The Old Dark House - Tobor the Great |
| Phát hành DVD hoặc Blu-ray phiên bản đặc biệt xuất sắc nhất | Phát hành DVD truyền hình xuất sắc nhất |
| - Night of the Living Dead (Criterion Collection) - Lost Horizon (80th Anniversary) - The Lost World (Deluxe Edition) - Re-Animator (Special Edition) - Speed Racer (Collector’s Edition) - Suspiria (40th Anniversary Edition) | - American Gods (Season 1) - Grimm: The Complete Collection - The Rockford Files: The Complete Series - Twin Peaks: A Limited Event Series - The Vampire Diaries (The Complete Series) - Westworld: Season One – The Maze |
| Tuyển tập DVD hoặc Blu-ray xuất sắc nhất | |
| - Dracula Complete Legacy Collection (Dracula, Dracula's Daughter, Son of Dracula, House of Frankenstein, House of Dracula và Abbott and Costello Meet Frankenstein) - Abbott and Costello Rarities - Adventures of Captain Marvel - Christopher Nolan 4K Collection (Batman Begins, The Prestige, Kỵ sĩ bóng đêm, Inception, Kỵ sĩ bóng đêm trỗi dậy, Hố đen tử thần và Cuộc di tản Dunkirk) - Fritz Lang: The Silent Films (The Plague of Florence, The Spiders, Harakiri, Four Around the Woman, Destiny, Dr. Mabuse the Gambler, Die Nibelungen, Metropolis, Spione và Woman in the Moon) - The Mummy Complete Legacy Collection (The Mummy, The Mummy's Hand, The Mummy's Tomb, The Mummy's Curse, The Mummy's Ghost và Abbott and Costello Meet the Mummy) - OSS 117 Five Film Collection (OSS 117 Is Unleashed, Shadow of Evil, OSS 117 Mission for a Killer, Atout cœur à Tokyo pour OSS 117 và OSS 117 – Double Agent) | |

### Sản xuất sân khấu
| Sản xuất sân khấu xuất sắc nhất |
| --- |
| - Something Rotten! (Segerstrom Center for the Arts) - Finding Neverland (Segerstrom Center for the Arts) - Miracle on 34th Street (Pasadena Playhouse) - Oklahoma! (3D Theatricals) - Spamalot (3D Theatricals) - Zoot Suit (Mark Taper Forum) |

### Giải thưởng đặc biệt
- Giải của Nhà sáng lập – Guillermo del Toro[5]
- Giải Dan Curtis – Sarah Schechter[6]
- Giải của Nhà làm phim – Jake Kasdan
- Giải của Nhà sản xuất – Jason Blum
- Giải Công nhận Đặc biệt – Don Mancini

## Phim có nhiều giải thưởng và đề cử

### Nhiều chiến thắng

#### Điện ảnh
Các tác phẩm sau đây nhận được nhiều chiến thắng:
- 5 chiến thắng: Black Panther: Chiến binh Báo Đen
- 3 chiến thắng: Star Wars: Jedi cuối cùng
- 2 chiến thắng: Coco

#### Truyền hình
Các tác phẩm sau đây nhận được nhiều chiến thắng:
- 3 chiến thắng: Better Call Saul, Twin Peaks: The Return
- 2 chiến thắng: Star Trek: Discovery, The Walking Dead

### Nhiều đề cử

#### Điện ảnh
Các tác phẩm sau đây nhận được nhiều đề cử:
- 14 đề cử: Black Panther: Chiến binh Báo Đen
- 13 đề cử: Star Wars: Jedi cuối cùng
- 9 đề cử: Tội phạm nhân bản 2049, Người đẹp và thủy quái
- 6 đề cử: Logan: Người sói, Wonder Woman: Nữ thần chiến binh
- 5 đề cử: Trốn thoát
- 4 đề cử: Người đẹp và quái vật, Vệ binh dải Ngân Hà 2, IT: Chú hề ma quái, Người Nhện: Trở về nhà, Đại chiến hành tinh khỉ
- 3 đề cử: Bậc thầy của những ước mơ, Valerian và thành phố ngàn hành tinh, Điều kỳ diệu, Wonderstruck
- 2 đề cử: Brawl in Cell Block 99, Coco, Fast & Furious 8, Hostiles, Kong: Đảo Đầu lâu, Thor: Tận thế Ragnarok, Three Billboards: Truy tìm công lý

#### Truyền hình
Các tác phẩm sau đây nhận được nhiều đề cử:
- 7 đề cử: The Walking Dead
- 5 đề cử: Star Trek: Discovery, Twin Peaks: The Return
- 4 đề cử: American Horror Story: Cult, Game of Thrones, Riverdale
- 3 đề cử: American Gods, The Flash, The Librarians, The Orville, Outlander, Supergirl
- 2 đề cử: The Alienist, Ash vs. Evil Dead, Better Call Saul, Black Mirror, Doctor Who, Fargo, Fear the Walking Dead, Gotham, Marvel's The Defenders, Marvel's The Punisher, Philip K. Dick’s Electric Dreams, The Strain, Stranger Things, The X-Files